# جيمس غراهام سومرفيل
جيمس غراهام سومرفيل (بالإنجليزية: James Graham Somerville)‏ هو اقتصادي أسترالي، ولد في 12 يوليو 1915، وتوفي في 21 مايو 2014.